# R. A. Ramamani
R. A. Ramamani (* um 1956) ist eine indische Sängerin, Komponistin und Lehrerin.

## Leben
Ramamani studierte an der Universität von Bangalore Musik (Master 1977). Sie ist Virtuosin der klassischen karnatischen Musik, die in Südindien gepflegt wird. 1978 gründete sie zusammen mit ihrem Mann, dem Perkussionisten T. A. S. Mani, Ramesh Shotham sowie dem Jazzpianisten Louis Banks die Indo-Jazz-Combo Sangam, aus der später ihre Band Jazz Yatra hervorging. Mit den Dissidenten und dem Karnataka College of Percussion war sie 1980 auf Europatournee. 1983 trat sie beim Berliner Jazzfestival gemeinsam mit dem Saxophonisten Charlie Mariano auf. Im selben Jahr veröffentlichte ECM das gemeinsame Album Jyothi. Mike Herting organisierte 2000 ein erstes Zusammentreffen von Ramamani, den Perkussionisten und der WDR Big Band Köln, das auf CD dokumentiert wurde (Sketches of Bangalore). Mit Lennart Åberg und Oriental Wind ging sie 1987 auf Europatournee. Ramamani gründete dann mit Herting, Mariano, T. A. S. Mani und Ramesh Shotham das Ensemble KCP 5, das auch auf dem Moers Festival 1999 und den Leverkusener Jazztagen 2003 auftrat. Sie hat auch mit Okay Temiz und mit David Rothenberg aufgenommen. Bei der RuhrTriennale war sie 2007 zu Gast bei Century of Song.
Ramamani leitet gemeinsam mit T. A. S. Mani das Karnataka College of Percussion und lehrt außerdem an weiteren Einrichtungen, wie dem Choreographischen Institut in Bangalore.

## Auszeichnungen und Preise
Ramamani erhielt 1992 den Ganakalashree-Preis des Karnataka Ganakala Parishat. Im selben Jahr erklärte die Indische Gesellschaft der Künste sie zur besten Vokalistin.

## Diskographische Hinweise
- Jazz Yatra Sextet: Sangam (mit Louis Banks, Karl Peters, Ranjit Barot, Ramesh Shotham, Rajagopolan, R. A. Ramamani; Eigelstein 1981)
- Charlie Mariano & The Karnataka College of Percussion featuring R. A. Ramamani Live (VeraBra 1990)
- Ramamani & Karnataka College of Perkussion Kiran
- Charlie Mariano, R.A. Ramamani & Karnataka College om keshav (Schneeball 2005)
- Jisr: Wah Wah! (Enja 2023)[2]